# Sumbermujur
Sumbermujur is een bestuurslaag in het regentschap Lumajang van de provincie Oost-Java, Indonesië. Sumbermujur telt 6332 inwoners (volkstelling 2010).